# Mycosphaerella smegmatos
Mycosphaerella smegmatos är en svampart som först beskrevs av Giovanni Passerini, och fick sitt nu gällande namn av Johanson ex Oudem. 1897. Mycosphaerella smegmatos ingår i släktet Mycosphaerella och familjen Mycosphaerellaceae.   Inga underarter finns listade i Catalogue of Life.